# Embalse de Requejada
El embalse de Requejada es un embalse situado en el municipio de Cervera de Pisuerga de la provincia de Palencia, en la comarca Montaña Palentina, España.
El embalse de Requejada tiene la presa en el pueblo de Arbejal, anega la vega de Vañes y es el primero que embalsa las aguas del río Pisuerga, muy cerca de su nacimiento.
Los embalses de Cervera de Pisuerga y los dos del río Carrión se sitúan dentro del parque natural de Fuentes Carrionas y Fuente Cobre-Montaña Palentina. No forma parte de la llamada "Ruta de los Pantanos" (estos serían los de Ruesga, Compuerto y Camporredondo), pero sí en un área de gran belleza paisajística.

## Datos técnicos

### Características de la presa y del embalse
- Río: Pisuerga
- Año de terminación de las obras: 1940
- Tipo de presa: Gravedad
- Capacidad: 65 hm³
- Características: Cuenta con una presa de una altura de 52,5 metros y tiene una capacidad de 65 hectómetros cúbicos.
- Superficie: Se reparte por 333 hectáreas.
- Usos: Riego, abastecimiento y producción energética.